# LeBoeuf Creek
Der LeBoeuf Creek ist ein 29 km langer Nebenfluss des French Creeks im Erie County, Pennsylvania in den Vereinigten Staaten. Der Fluss hat ein Einzugsgebiet von 165 km². Der Name des Flusses ist der französische Ausdruck für Rind, le bœuf, hier im Sinne von Bison.

## Lauf
Der LeBeoeuf Creek hat seinen Ursprung in der Summit Township und mäandriert nach Süden, bevor er den U.S. Highway 19 kreuzt. Der östliche Arm des Flusses hat seinen Quellen in der Greene Township und fließt nach Süden, bis er sich in der Waterford Township in den Hauptarm ergießt. In Waterford fließt der LeBoeuf Creek unter der Waterford Covered Bridge hindurch und schwenkt nach Westen. Er kreuzt erneut die US-19 und ergießt sich in den Lake LeBoeuf, den er dann an dessen südlichem Ende wieder verlässt. Der Lauf des Creeks kreuzt noch einmal den Highway und mündet in der Nähe von Mill Village in den French Creek.

## Geschichte
1753 wurde am Ufer des LeBoeuf Creek durch Paul Marin de la Malgue in der Nähe des heutigen Waterford das Fort Le Boeuf errichtet, um die Interessen der Franzosen im Ohio Country gegen die Briten zu schützen. Die Briten entsendeten George Washington nach Fort Le Boeuf, um eine Note zu übergeben, welche die Franzosen aufforderte, das Gebiet zu verlassen.